# SV Fortuna Leipzig
Maillots
Le SV Fortuna Leipzig 02 est un club sportif allemand localisé dans la ville de Leipzig, dans la Saxe.
Depuis 2005, le club compte aussi une section de Hockey sur glace.

## Histoire

### De 1902 à 1945
Le club fut fondé en 1902 sous l’appellation FC Fortuna Leipzig.
En 1904, le club engloba le FC Hohenzollern Sellerhausen. À partir de 1920, le club porta la dénomination SV Fortuna Leipzig.
Dans les années 1920, le Fortuna fut une des équipes saxonnes en vue. Lors de la saison 1925- 1926, le club atteignit la finale du championnat de la Verband Mitteldeutscher Ballspiel-Vereine (VMBV), après des victoires sur le Riesaer SV et le Chemnitzer BC. Lors du match décisif, le Dresdner SC 1898 s’avéra trop fort (0-3).
Mais grâce à une victoire (8-0) contre le FC Preussen Chemnitz, le Fortuna Leipzig se qualifia pour la phase finale du championnat national. Le club s’imposa en Huitièmes de finale contre le FC Bayern München (2-0) mais baissa pavillon en Quarts (2-6), contre le Hamburger SV.
En 1933, dès leur arrivée au pouvoir, les Nazis reformèrent les compétitions et créèrent les Gauligen. Le SV Fortuna Leipzig accéda à la Gauliga Sachsen au terme du championnat 1933-1934 et y évolua jusqu’à la fin de la Seconde Guerre mondiale. Le club fut deux fois vice-champion de cette ligue.
Peu avant la fin des hostilités, le Fortuna s’unit avec le SV Tapfer Leipzig pour forme une association sportive de guerre (en Allemand: Kriegspielgemeinschaft – KSG) et jouer sous le nom de KSG Fortuna/Tapfer Leipzig.
En 1945, le club fut dissous par les Alliés, comme tous les clubs et associations allemands (voir Directive n°23). Le club fut reconstitué sous la dénomination de SG Paunsdorf.
La ville de Leipzig et la Saxe se retrouvèrent en zone soviétique puis en RDA à partir de 1949.

### Époque de la RDA
Le cercle connut l’existence des équipes est-allemandes et changea de structure et de nom en fonction des envies des autorités communistes. En 1948, le club fut renommé RAW-Transportpolizei Leipzig puis RAW-Polygraph Leipzig l’année suivante.
En 1950, le cercle devint la BSG Lokomotive Ost Leipzig.
En 1956, Lokomotive Ost Leipzig monta de Bezirksklasse Leipzig en Bezirksliga puis l’année suivante accéda à la II. DDR-Liga, soit, à l’époque, le 3e niveau de la Deutscher Fussball Verband.
Le club ne joua qu’une saison à ce niveau puis redescendit. Il retourna au 3e étage en 1962 mais ne parvint pas à s’y maintenir.
En 1971, le BSG Lokomotive Ost Leipzig accéda à la DDR-Liga, soit la division 2 est-allemande. Mais une fois encore le cercle fut incapable de se maintenir. Il fut relégué en même temps que le Chemie Buna Schkopau.
Trois ans  plus tard, Lokomotive Ost Leipzig remonta dans l’antichambre de l’élite de la DFV, mais une fois encore l’aventure ne dura qu’un seul championnat.

### Depuis 1990
Après la réunification allemande, en 1990, le BSG Lokomotive Ost Leipzig reprit son appellation historique de SV Fortuna Leipzig 02.
Depuis lors, le club essaya en vain de monter en Landesliga Sachsen, la plus haute ligue de la Sächsischer Fußball-Verband (SFV).
En fin de saison 2006-2007, le SV Fortuna fut relégué de Bezirksliga en Bezirksklasse Leipzig, soit le 8e niveau de la hiérarchie de la DFB.

## Palmarès
- Vice-champion de la Gauliga Sachsen: 1938, 1940.